# Puente Carlos Lleras Restrepo
El puente Carlos Lleras Restrepo es un puente que cruza el río Cauca, a la altura de Caucasia, Antioquia, específicamente en la variante del Porce. El puente fue construido por el Consorcio Construcciones El Cóndor Ltda. – Conconcreto S.A.; la obra, terminada en 1996, tuvo comienzo en abril de 1994, y ha sido determinante como corredor de desarrollo entre el centro de Colombia y esta región agrícola y ganadera del nororiente del departamento. Con una longitud de 1064 m, es el tercer puente más largo de Colombia después del Puente Pumarejo en Barranquilla y el Viaducto César Gaviria Trujillo en la ciudad de Pereira.
El Puente Carlos Lleras Restrepo recibió el Premio Excelencia en Concreto otorgado por la Asociación Colombiana de Productores de Concreto (Asocreto).

## Historia
Con el fin de movilizar la región y un intercambio de productos, y el futuro de la economía el gobierno nacional puso en marcha esta obra que fue empezada en abril de 1994 y terminada en noviembre de 1996, para el corredor del norte del país y el interior de este, además de ello de unir en tan solo poco tiempo el Nordeste antioqueño y el Bajo Cauca.
El Puente Carlos Lleras R. constituyó la mayor obra de ingeniería de su época. Fue pintado con urgencia para evitar la rápida oxidación producida en el hierro de sus bandas laterales de su estructura.
En el año 2012, la estructura sufrió un problema en la columna número 15,porque se asentó a causa de una desviación en el cauce del río.
Esto provocó un bajón en la estructura carreteable entre los apoyos 14, 15 y 16.
Para su reparación se lleva a cabo un proyecto llamado “Estudio, Planeación y Restauración del puente” el cual se encuentra en su etapa semifinal. 
El problema se presentó originalmente porque el río sufrió una gran desviación y empezó a transitar por los apoyos que habían sido construidos para trabajar en tierra, por lo tanto no tenían rompeolas. Esto llevó al asentamiento de la columna 15 obligando a la superficie del puente a sufrir un imperfecto.
- Datos: Q6091101